# Музеи и выставки Москвы и Подмосковья
«Музеи и выставки Москвы и Подмосковья» ( первоначальное название — «По музеям и выставкам Москвы и Подмосковья»; в конце 1980-х — «По музеям и выставкам») — популярная книжная серия путеводителей, выпускавшаяся массовыми тиражами в издательстве «Московский рабочий» (Москва) в 1950—1980 годах.

## Список книг серии по годам

### По музеям и выставкам Москвы и Подмосковья
1952
- Безсонов С. Архангельское. — М.: Московский рабочий, 1952. — 88 с. — (По музеям и выставкам Москвы и Подмосковья). — … экз.
- Березов П. Музей Революции СССР / Под общ. ред. А. И. Толстихиной. — М.: Московский рабочий, 1952. — 204 с. — (По музеям и выставкам Москвы и Подмосковья). — … экз.
- Снегирев В. Л., Соболевский Н. Д. Загорский музей-заповедник. — М.: Московский рабочий, 1952. — 148 с. — (По музеям и выставкам Москвы и Подмосковья). — … экз.
- Московский зоопарк: Путеводитель / Под общ. ред. директора Московского зоопарка И. П. Сосновского. — М.: Московский рабочий, 1952. — 224 с. — (По музеям и выставкам Москвы и Подмосковья). — … экз.

1953
- Арсенин А. Центральный музей Советской Армии. — М.: Московский рабочий, 1953. — 120 с. — (По музеям и выставкам Москвы и Подмосковья). — … экз.
- Пахомов Н. П. Абрамцево: Музей-усадьба Академии наук СССР: Исторический очерк / Под общ. ред. проф., д-ра филол. наук С. Н. Дурылина; Худож. П. Зубченков. — М.: Московский рабочий, 1953. — 208 с. — (По музеям и выставкам Москвы и Подмосковья). — 50 000 экз. (см. Абрамцево (музей-заповедник))

1954
- Базыкин В. В., Луцкий В. К. Московский планетарий. — М.: Московский рабочий, 1954. — 160 с. — (По музеям и выставкам Москвы и Подмосковья). — … экз.
- Романовский И. С. Музей истории и реконструкции Москвы. — М.: Московский рабочий, 1954. — 254 с. — (По музеям и выставкам Москвы и Подмосковья). — 20 000 экз. (см. Музей истории Москвы)
- Узунова Н., Фехнер М. Государственный исторический музей / Под общ. ред. директора музея А. С. Карповой. — М.: Московский рабочий, 1954. — 180 с. — (По музеям и выставкам Москвы и Подмосковья). — … экз.

1955
- Елизарова Н. А. Останкино. — М.: Московский рабочий, 1955. — 132 с. — (По музеям и выставкам Москвы и Подмосковья). — … экз.
- Филиппов В., Медведев Б. Театральный музей имени А. А. Бахрушина. — М.: Московский рабочий, 1955. — 272 с. — (По музеям и выставкам Москвы и Подмосковья). — 30 000 экз.
- Шишко А. Кусково. — М.: Московский рабочий, 1955. — 116 с. — (По музеям и выставкам Москвы и Подмосковья). — … экз.

1956
- Базыкин В. В., Луцкий В. К. Московский планетарий. — 2-е изд., доп. — М.: Московский рабочий, 1956. — 240 с. — (По музеям и выставкам Москвы и Подмосковья). — … экз.

1957
- Лобанов В. Дом-музей художника В. М. Васнецова / Худож. В. Иванов; Обложка худож. П. Зубченкова. — М.: Московский рабочий, 1957. — 136 с. — (По музеям и выставкам Москвы и Подмосковья). — 20 000 экз.
- Николаева Н. С., Норина Т. В., Чепелевецкая Г. Л. Музей восточных культур. — М.: Московский рабочий, 1957. — 172 с. — (По музеям и выставкам Москвы и Подмосковья). — 10 000 экз.
- Пигарев К. Мураново. — М.: Московский рабочий, 1957. — 164 с. — (По музеям и выставкам Москвы и Подмосковья). — … экз.

1958
- Балабанович Е. З. Дом А. П. Чехова в Москве. — М.: Московский рабочий, 1958. — 208 с. — (По музеям и выставкам Москвы и Подмосковья). — … экз.
- Глозман И. Кусково. — М.: Московский рабочий, 1958. — 88 с. — (По музеям и выставкам Москвы и Подмосковья). — … экз.
- Михальский Ф. Музей Московского Художественного театра. — М.: Московский рабочий, 1958. — 228 с. — (По музеям и выставкам Москвы и Подмосковья). — … экз.

1959
- Шилов Л. Здесь жил Маяковский. — М.: Московский рабочий, 1959. — 104 с. — (По музеям и выставкам Москвы и Подмосковья). — … экз.

1960
- Володин П. Кутузовская изба. — М.: Московский рабочий, 1960. — 32 с. — (По музеям и выставкам Москвы и Подмосковья). — … экз.
- Дом Льва Толстого в Москве / Путеводитель подготовлен научным сотрудником музея А. Опульским при участии А. Дробыш, Х. Кошаева, А. Корчагиной, Т. Поповкиной, Н. Серебряной, Н. Хитрово, Л. Чекиной. Министерство культуры РСФСР. Государственный музей Л. Н. Толстого. — М.: Московский рабочий, 1960. — 136 с. — (По музеям и выставкам Москвы и Подмосковья). — 20 000 экз.
- Поздняков Н. Политехнический музей. — М.: Московский рабочий, 1960. — 144 с. — (По музеям и выставкам Москвы и Подмосковья). — … экз.

1961
1962
- Баландина Н. Н. и др. Музей А. С. Пушкина в Москве: Путеводитель / Н. Н. Баландина, Н. М. Лобикова, Г. Д. Милехина и др.; Под общ. ред. Л. Д. Опульской. — М.: Московский рабочий, 1962. — 192 с. — (По музеям и выставкам Москвы и Подмосковья). — … экз.
- По музею Л. Н. Толстого: Путеводитель. — М.: Московский рабочий, 1962. — 176 с. — (По музеям и выставкам Москвы и Подмосковья). — … экз.

1963
- Архангельское: Краткий путеводитель / Худож. В. Фейгина. — 2-е изд. — М.: Московский рабочий, 1963. — 48 с. — (По музеям и выставкам Москвы и Подмосковья). — … экз.
- Гра М. Коломенское / Худож. В. Фейгина. — М.: Московский рабочий, 1963. — 88 с. — (По музеям и выставкам Москвы и Подмосковья). — 28 000 экз.
- Мураново: Памятка экскурсанта / Под ред. директора музея д-ра филол. наук К. В. Пигарёва. — М.: Московский рабочий, 1963. — 68 с. — (По музеям и выставкам Москвы и Подмосковья). — 50 000 экз.
- Шилов Л. Здесь жил Маяковский. — 2-е изд., перераб. и доп. — М.: Московский рабочий, 1963. — 172 с. — (По музеям и выставкам Москвы и Подмосковья). — … экз.

1964
- Володин П. Кутузовская изба. — М.: Московский рабочий, 1964. — (По музеям и выставкам Москвы и Подмосковья). — … экз.
- Островская Р. П., Соколова Д. Е. Музей Николая Островского в Москве. — 2-е изд., доп. — М.: Московский рабочий, 1964. — 144 с. — (По музеям и выставкам Москвы и Подмосковья). — … экз.

1965
- Володин П. Кутузовская изба. — М.: Московский рабочий, 1965. — (По музеям и выставкам Москвы и Подмосковья). — … экз.
- Гуськова Л. И., Ковалев А. П. Всесоюзный староста: По материалам музея М. И. Калинина. — М.: Московский рабочий, 1965. — 92 с. — (По музеям и выставкам Москвы и Подмосковья). — … экз.

1968
- Загорский историко-художественный музей-заповедник. — 2-е изд. — М.: Московский рабочий, 1968. — (По музеям и выставкам Москвы и Подмосковья).

### Музеи и выставки Москвы и Подмосковья
1968
- Булавина Л., Рапопорт В., Унанянц Н. Архангельское: Краткий путеводитель. — М.: Московский рабочий, 1968. — 96 с. — (Музеи и выставки Москвы и Подмосковья).

1969
- Пахомов Н. П. Абрамцево. — М.: Московский рабочий, 1969. — 256 с. — (Музеи и выставки Москвы и Подмосковья). — 40 000 экз.

1970
- Загорский историко-художественный музей-заповедник / Сост.: Л. Э. Калмыкова, О. В. Круглова, Т. В. Николаева, Л. М. Спирина, Л. Ф. Трускова. — 3-е изд. — М.: Московский рабочий, 1970. — 184 с. — (Музеи и выставки Москвы и Подмосковья).

1971
- Булавина Л., Рапопорт В., Унанянц Н. Архангельское: Краткий путеводитель. — 2-е изд., испр. и доп. — М.: Московский рабочий, 1971. — 104 с. — (Музеи и выставки Москвы и Подмосковья).
- Холодковский В. В. Дом в Клину: (Очерк жизни и творчества П. И. Чайковского) / Послесл. заслуж. работника культуры РСФСР Н. А. Викторова. — 4-е изд. — М.: Московский рабочий, 1971. — 340, [64] с. — (Музеи и выставки Москвы и Подмосковья).

1972
- Володин П. М. Кутузовская изба. — 6-е изд., доп. — М.: Московский рабочий, 1972. — 72 с. — (Музеи и выставки Москвы и Подмосковья). — 100 000 экз. (обл.)

1974
- Булавина Л. И., Рапопорт В. Л., Унанянц Н. Т. Архангельское: Краткий путеводитель. — 3-е изд., доп. — М.: Московский рабочий, 1974. — 128 с. — (Музеи и выставки Москвы и Подмосковья). — 100 000 экз. (обл.)

1975
- Холодковский В. В. Дом в Клину: Очерк жизни и творчества П. И. Чайковского / Послесл. засл. работника культуры РСФСР Н. А. Викторова. — 5-е изд. — М.: Московский рабочий, 1975. — 340, [64] с. — (Музеи и выставки Москвы и Подмосковья).

1976
- Карпель Р. А., Швецов И. В. Музей в Петрищеве: Краткий путеводитель. — М.: Московский рабочий, 1976. — 120 с. — (Музеи и выставки Москвы и Подмосковья). — 75 000 экз. (Музей Героя Советского Союза Зои Космодемьянской (д. Петрищево, Московская обл.))
- Ребров М. Ф. Байконур на проспекте Мира. — М.: Московский рабочий, 1976. — 176, [16] с. — (Музеи и выставки Москвы и Подмосковья). — 50 000 экз.
- Строганова Н. Подпольная типография ЦК РСДРП 1905—1906 гг.: Путеводитель. — М.: Московский рабочий, 1976. — 80 с. — (Музеи и выставки Москвы и Подмосковья).

1978
- Гаденко Б. И. и др. Красная Пресня: Путеводитель по музею / Б. И. Гаденко, Ю. Э. Газганов, А. М. Гак; Центр. музей революции СССР. — М.: Московский рабочий, 1978. — 112 с. — (Музеи и выставки Москвы и Подмосковья).

1981
- Иокар Л. Н. Музей А. М. Горького: Путеводитель / АН СССР, Ин-т мировой лит. им. А. М. Горького. — М.: Московский рабочий, 1981. — 144, [32] с. — (Музеи и выставки Москвы и Подмосковья). — … экз. (обл.)

1982
- Желвакова И. А. Дом в Сивцевом Вражке: (Дом-музей А. И. Герцена). — М.: Московский рабочий, 1982. — 192, [32] с. — (Музеи и выставки Москвы и Подмосковья). — 39 000 экз. (см. Сивцев Вражек; Дом-музей А. И. Герцена)
- Анисимова Г. А., Крайванова И. Я., Полонская И. Г. Кутузовская изба: Путеводитель. — М.: Московский рабочий, 1982. — 96 с. — (Музеи и выставки Москвы и Подмосковья). — 50 000 экз.
- Муза Е. В., Овчинникова С. Т. В залах московского Пушкинского музея: Путеводитель. — М.: Московский рабочий, 1982. — 80 с. — (Музеи и выставки Москвы и Подмосковья).
- Холодковский В. В. Дом в Клину: Очерк жизни и творчества П. И. Чайковского / Послесл. Н. А. Викторовой. — 6-е изд. — М.: Московский рабочий, 1982. — 340, [64] с. — (Музеи и выставки Москвы и Подмосковья).

### По музеям и выставкам
1989
- Овчинникова С. Т., Рысина Ф. Ш., Светлова Г. Г. Музей «Квартира Пушкина на Арбате». — М.: Московский рабочий, 1989. — 80, [16] с. — (По музеям и выставкам). — 60 000 экз.